# (24465) 2000 SX155
(24465) 2000 SX155 est un objet de la ceinture principale d'astéroïdes intérieure découvert en 2000.

## Description
(24465) 2000 SX155 a été découvert le 24 septembre 2000 à l'observatoire Magdalena Ridge, situé dans le comté de Socorro, au Nouveau-Mexique (États-Unis), par le projet Lincoln Near-Earth Asteroid Research (LINEAR).

### Caractéristiques orbitales
L'orbite de cet astéroïde est caractérisée par un demi-grand axe de 1,93 UA, un périhélie de 1,76 UA, une excentricité de 0,08 et une inclinaison de 21,65° par rapport à l'écliptique. Du fait de ces caractéristiques, à savoir un demi-grand axe inférieur à 2 UA et un périhélie supérieur à 1,666 UA, il est classé, selon la JPL Small-Body Database, objet de la ceinture principale d'astéroïdes intérieure.

### Caractéristiques physiques
(24465) 2000 SX155 a une magnitude absolue (H) de 15,0 et un albédo estimé à 0,054.